# Microtes
Microtes is een geslacht van rechtvleugeligen uit de familie veldsprinkhanen (Acrididae). De wetenschappelijke naam van dit geslacht is voor het eerst geldig gepubliceerd in 1900 door Scudder.

## Soorten
Het geslacht Microtes omvat de volgende soorten:
- Microtes helferi Strohecker, 1960
- Microtes occidentalis Bruner, 1893
- Microtes pogonata Strohecker, 1963